# Erica Jarderová
Erica May-Lynn Jarderová (* 2. dubna 1986 Täby) je švédská atletka, jejíž hlavní disciplínou je skok daleký. Je šestinásobnou mistryní Švédska v této disciplíně a pravidelnou účastnicí finále velkých závodů, jejím největším úspěchem je bronzová medaile z domácího halového mistrovství Evropy v atletice 2013 v Göteborgu. Žije v Kodani, kde se připravuje v klubu Sparta Atletik pod vedením trenéra Anderse Møllera.

## Výsledky
- Halové mistrovství Evropy v atletice 2013 — 3. místo
- Mistrovství světa v atletice 2013 — 10. místo
- Halové mistrovství světa v atletice 2014 — 8. místo
- Mistrovství Evropy v atletice 2014 — 8. místo
- Halové mistrovství Evropy v atletice 2015 — 11. místo
- Mistrovství světa v atletice 2015 — 9. místo

## Osobní rekordy
- Skok daleký hala — 6,71 m
- Skok daleký venku — 6,70 m (6,84 m s nedovolenou podporou větru)
- Trojskok — 12,90 m
- Běh na 60 metrů — 7,46 s
- Běh na 100 metrů — 11,75 s